# Francesco De Rosa (giornalista)
Francesco De Rosa (Sant'Anastasia, 9 maggio 1968) è un giornalista, scrittore e documentarista italiano.
Si laurea in Filosofia il 10 marzo del 1994. Dal 1996 pubblica, con varie case editrici, tra le quali Pironti, Il Saggiatore, Laterza, monografie, inchieste, saggi, contributi per l'impegno civile. Nel 1999 fonda le edizioni neomediaitalia. Nel 2000 fonda il giornale free press il Cittadino che ha raccontato per un decennio una parte della provincia di Napoli e della sua regione.  
Tra i suoi libri ricordiamo la biografia su e con Raffaele Cutolo Un'altra vita, la verità di Raffaele Cutolo Milano 2001, Marco Tropea Editore; la biografia su e con Licio Gelli Licio Gelli, la lunga vita Bari 2002, Laterza editore; un'inchiesta sulla fede Un Dio per il Duemila, quindici conversazioni sull'idea più antica e più nuova degli uomini, Napoli 1998, Pironti editore. 
Nel 2011, su incarico dell'UNESCO e con la partecipazione dell'Associazione Arbitri Italiani (AIA) scrive, assieme all'arbitro federale Pasquale D'Addato, Nino e il calcio di rigore ovvero l'etica nello sport e le metafore della vita. Si tratta di una lunga inchiesta che, raccontando la storia del personaggio di nome Nino cantato da Francesco De Gregori nella sua La leva calcistica del '68, riannoda le tappe salienti delle discipline sportive. L'inchiesta vede la partecipazione di atleti come Pietro Mennea, Gianni Rivera e molti altri campioni dello sport di oggi.
L'otto maggio del 2012 presso l'appartamento storico del Domenichino al Duomo di Napoli, presenta il primo numero de La camorra, vista & rivista assieme al sociologo Amato Lamberti, scomparso qualche mese dopo; al filosofo Aldo Masullo; al questore di Napoli Luigi Merolla. Con la partecipazione del cardinale di Napoli Crescenzio Sepe, di Paolo Siani e di molti altri.
| Controllo di autorità | VIAF (EN) 69077947 · ISNI (EN) 0000 0000 8001 3717 · SBN RAVV097892 · LCCN (EN) nr97017106 · GND (DE) 1056135255 · BNF (FR) cb13344119k (data) |